# Solicitud abreviada de nueva droga
Una solicitud abreviada de nueva droga (ANDA, por sus siglas en inglés) o 
Nueva aplicación abreviada de la droga en los EE. UU., es una solicitud para una aprobación de un medicamento genérico  para un medicamento ya autorizado o fármaco aprobado.
La ANDA se entrega al centro para evaluación e investigación de fármacos de la Administración de Drogas y Alimentos (FDA, por sus siglas en inglés), a la oficina de fármacos genéricos, la cual proporciona la revisión y aprobación definitiva de un producto de medicamento genérico. Una vez aprobado, el solicitante puede fabricar y comercializar el producto de medicamento genérico para proporcionar una alternativa segura, eficaz y de bajo costo al consumidor estadounidense. Las presentaciones electrónicas de dichas solicitudes han crecido un 70% desde noviembre 2008. Al desafío de la sección IV se le atribuye el ocultamiento de innovación en una droga nueva.
Un producto de medicamento genérico es uno que es comparable a un producto de medicamento pionero en su forma farmacéutica, potencia, vía de administración, calidad, características de rendimiento y uso previsto. Todos los productos aprobados, tanto pionero y genérico, se encuentran enumerados en la publicación Approved Drug Products with Therapeutic Equivalence Administration de la FDA (más conocido como el "libro naranja").
A las solicitudes de un medicamento genérico se las denomina "abreviadas" porque (en comparación con una nueva solicitud de una droga) generalmente no se les requiere incluir información de prueba pre-clínica (en animales y en vitro) y clínico (en humanos) para establecer seguridad y efectividad. En cambio, los solicitantes genéricos deben demostrar científicamente que su producto es bioequivalente (es decir, que actúa de la misma manera como el medicamento pionero). Uno de los modos en los cuales los científicos demuestran la bioequivalencia es midiendo el tiempo que le toma al medicamento genérico en llegar al torrente sanguíneo de unos 24 a 36 voluntarios sanos. Esto les da el índice de absorción, o biodisponibilidad, del medicamento genérico, el cual luego pueden comparar con el del medicamento pionero. La versión genérica tiene que entregar la misma cantidad de ingredientes activos al torrente sanguíneo de un paciente en el mismo tiempo que el medicamento pionero. En los casos de medicamentos activos de uso externo, la bioequivalencia de un medicamento puede ser demostrada comparando la dilución de medicamentos, o con la comparación entre la absorción de un parche transdérmico con el medicamento pionero. En los casos de los medicamentos sistemáticamente activos, la concentración en sangre de un medicamento activo de ese medicamento se compara con el medicamento pionero.
La utilización de la bioequivalencia como la base para aprobar las copias genéricas de productos de medicamento fue creada por la Drug Price Competition and Patent Term Restoration Act de 1984, también conocida como la ley Hatch-Waxman. Esta ley acelera la disponibilidad de medicamentos genéricos menos costosos permitiéndole a la FDA aprobar solicitudes de versiones genéricas de mercado de medicamentos con marca comercial sin llevar a cabo ensayos clínicos costosos y repetitivos. Al mismo tiempo, las empresas con marcas comerciales pueden solicitar una protección de patente más largar de hasta cinco años adicionales para los fármacos nuevos que desarrollaron para recuperar el tiempo perdido mientras que sus productos pasan por el proceso de aprobación de la FDA. Los medicamentos con marca comercial están sujetos a los mismos análisis de bioequivalencia que los genéricos bajo reformulación.